# دان ماكلولين
دان ماكلولين (بالإنجليزية: Dan McLaughlin)‏ هو مصور أمريكي، ولد في 27 يونيو 1979.